# المعهد الوطني للصحة (إسلام آباد)
المعهد الوطني للصحة في إسلام أباد (الأردية: قومی ادارہَ صحت) هو معهد أبحاث باكستاني، وهيئة مستقلة تابع لوزارة خدمات الصحة الوطنية والتنظيم والتنسيق، ومسؤول بشكل أساسي عن الأبحاث الطبية الحيوية والصحية بالإضافة إلى تصنيع اللقاحات، يقع في إسلام أباد، باكستان.

## تاريخ
كانت المختبرات الصحية الوطنية من بنات أفكار وزير الصحة واجد علي خان بوركي وتمت الموافقة عليها من قبل حكومة باكستان في عام 1961 بتكلفة 20.5 مليون روبية.
بحلول نهاية اكتماله في عام 1965، ارتفعت تكلفته إلى 400 مليون روبية.